# Аравановые

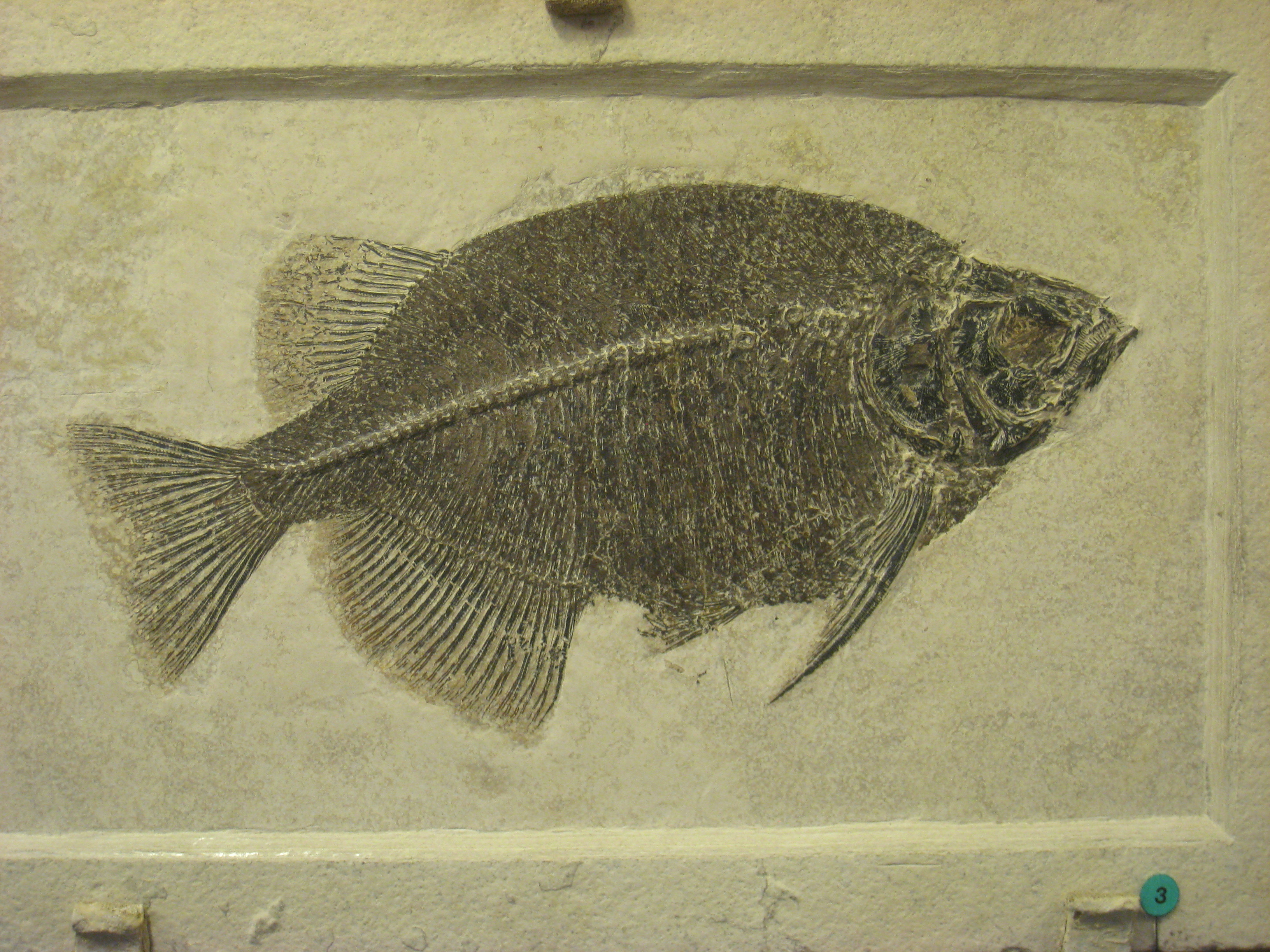
Phareodus testis

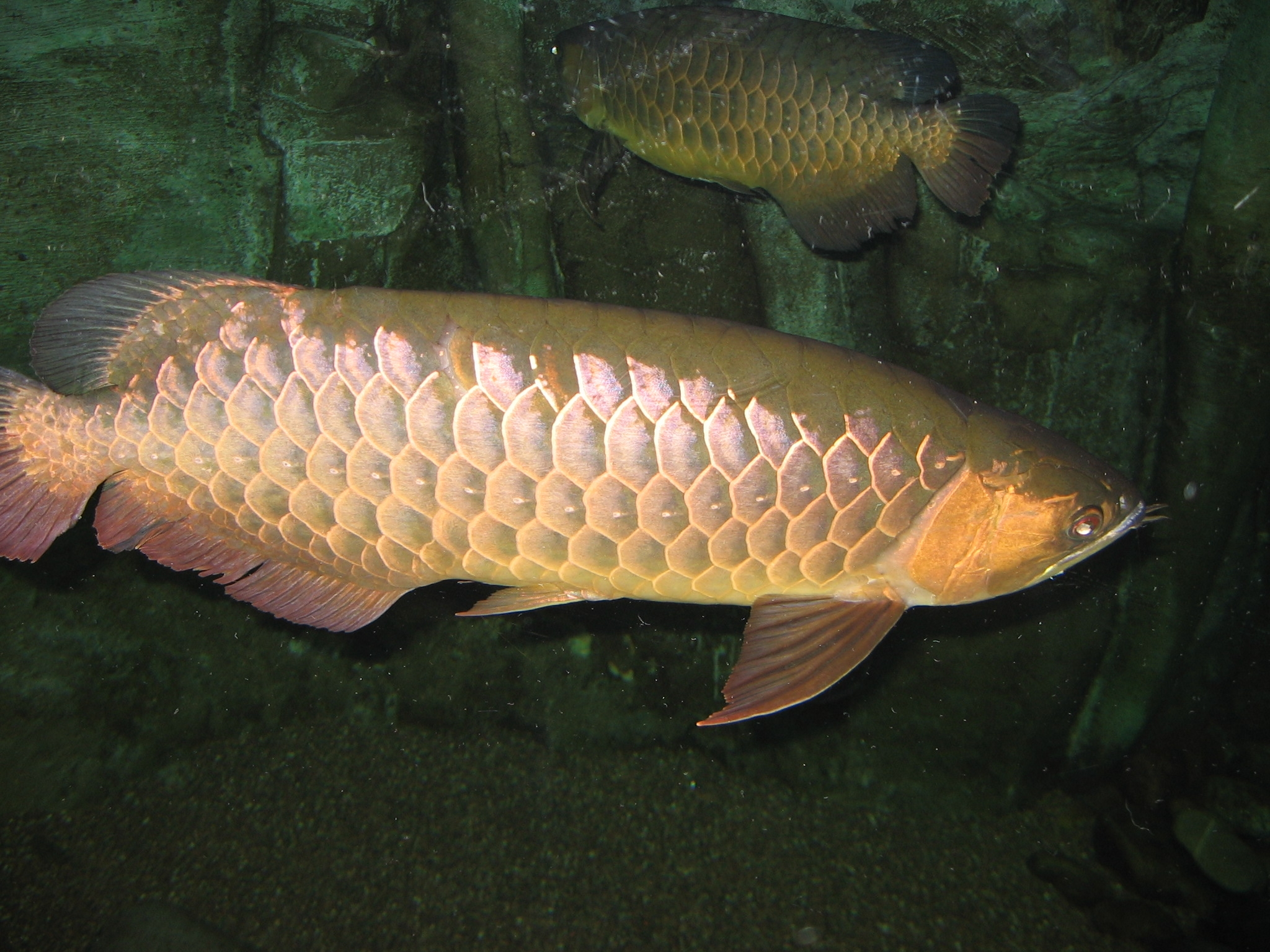
Малайзийский склеропагес

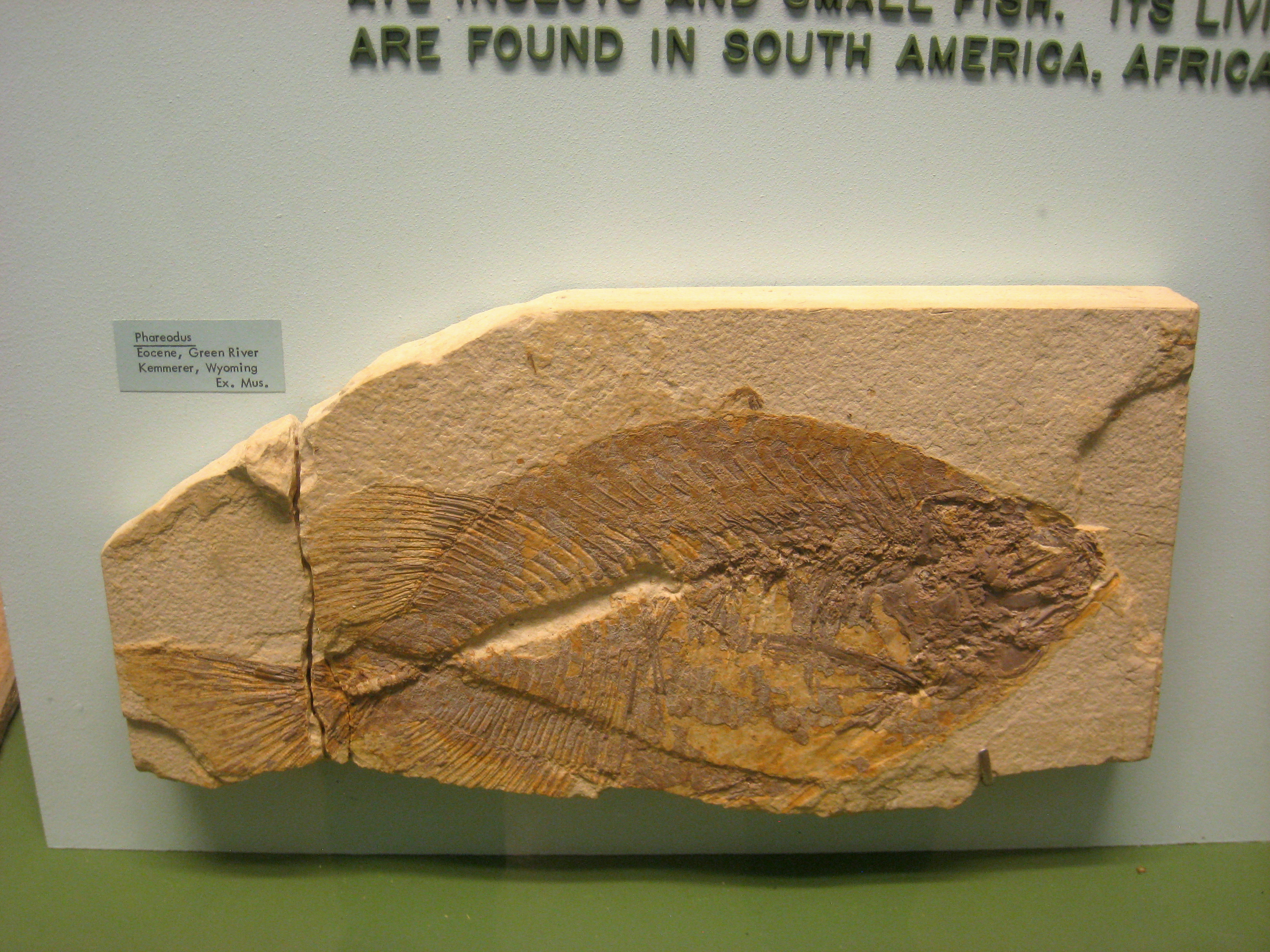
Phareodus sp.

Аравановые, или костноязыкие (лат. Osteoglossidae) — семейство тропических пресноводных лучепёрых рыб из отряда араванообразных.

## Описание
У аравановых несколько удлинённое, у большинства сжатое с боков тело, особенно брюшной отдел, покрытое очень крупной чешуёй с хорошо выраженной скульптурой. Голова покрыта костными пластинками. Рот очень широкий, верхний, у некоторых средний. Спинной плавник отнесён далеко назад, к хвосту, и расположен на хвостовом стебле напротив анального плавника. Грудные плавники расположены низко. Брюшные находятся позади основания грудных. В брюшных плавниках по 6 лучей. На верхнечелюстной кости имеются зубы. Очень большой плавательный пузырь имеет ячеистые стенки, пронизанные густой сетью кровеносных сосудов, благодаря чему он может действовать подобно лёгкому, усваивая кислород из воздуха. В полость черепа плавательный пузырь не проникает. У некоторых видов имеется особый наджаберный орган, также позволяющий дышать атмосферным воздухом. Способность использовать для дыхания кислород непосредственно из атмосферного воздуха развилась у аравановых, по-видимому, в связи с тем, что они большую часть времени живут в густо заросших водоёмах, где нередко возникает дефицит кислорода. В боковой линии 21—55 чешуй. Позвонков 60—100. Большинство всеядны или хищники.

## Ареал и места обитания
Циркумтропическое семейство пресноводных рыб, распространённых в Южной Америке, Африке, Юго-Восточной Азии, северной Австралии, на островах Малайского архипелага и на Новой Гвинее. Обитают в стоячих водоёмах. 
Останки древнейших известных аравановых найдены в отложениях раннего мелового периода возрастом 140,2—136,4 млн. лет в Японии. Окаменелости разных ископаемых представителей семейства найдены также в Северной (США, Канада) и Южной (Бразилия) Америке, Африке (Кения, Судан, Танзания, Нигер), Азии (Индия, Пакистан) и Западной Европе (Великобритания).

## Содержание в неволе
Популярные аквариумные рыбы, часто демонстрируются в публичных аквариумах и зоопарках.

## Классификация
В семействе аравановых 2 современных подсемейства с 4 родами и 11 видами, а также несколько ископаемых родов:
- Подсемейство Heterotidinae
  - Arapaima — Арапаимы
    - Arapaima gigas — Гигантская арапаима

  - Heterotis — Гетеротисы
    - Heterotis niloticus — Нильский гетеротис

  - † Joffrichthys — палеоцен (65,5—55,4 млн лет назад), Северная Америка
    - † Joffrichthys symmetropterus
    - † Joffrichthys triangulpterus — верхний палеоцен (56,8—55,4 млн лет назад)
- Подсемейство Osteoglossinae
  - Osteoglossum — Араваны
    - Osteoglossum bicirrhosum — Аравана
    - Osteoglossum ferreirai — Чёрная аравана

  - Scleropages — Барамунды
    - Scleropages aureus
    - Scleropages formosus — Малайзийский склеропагес
    - Scleropages inscriptus
    - Scleropages jardinii — Северный склеропагес, или северный баррамунди
    - Scleropages legendrei
    - Scleropages leichardti — Склеропагес Лейхардта
    - Scleropages macrocephalus
- Osteoglossidae incertae sedis
  - † Brychaetus — 55,4—37,2 млн лет назад, Северная Америка, Европа
    - † Brychaetus muelleri — 55,4—50,3 млн лет назад, Северная Америка

  - † Cretophareodus
    - † Cretophareodus alberticus

  - † Genartina
  - † Osteoglossidarum
    - † Osteoglossidarum intertrappus — 70,6—65,5 млн лет назад, Индия

  - † Phareodus — эоцен — олигоцен, Северная Америка, Австралия, Европа
  - † Singida
    - † Singida jacksonoides — 48,6—40,4 млн лет назад, Танзания

## Фото

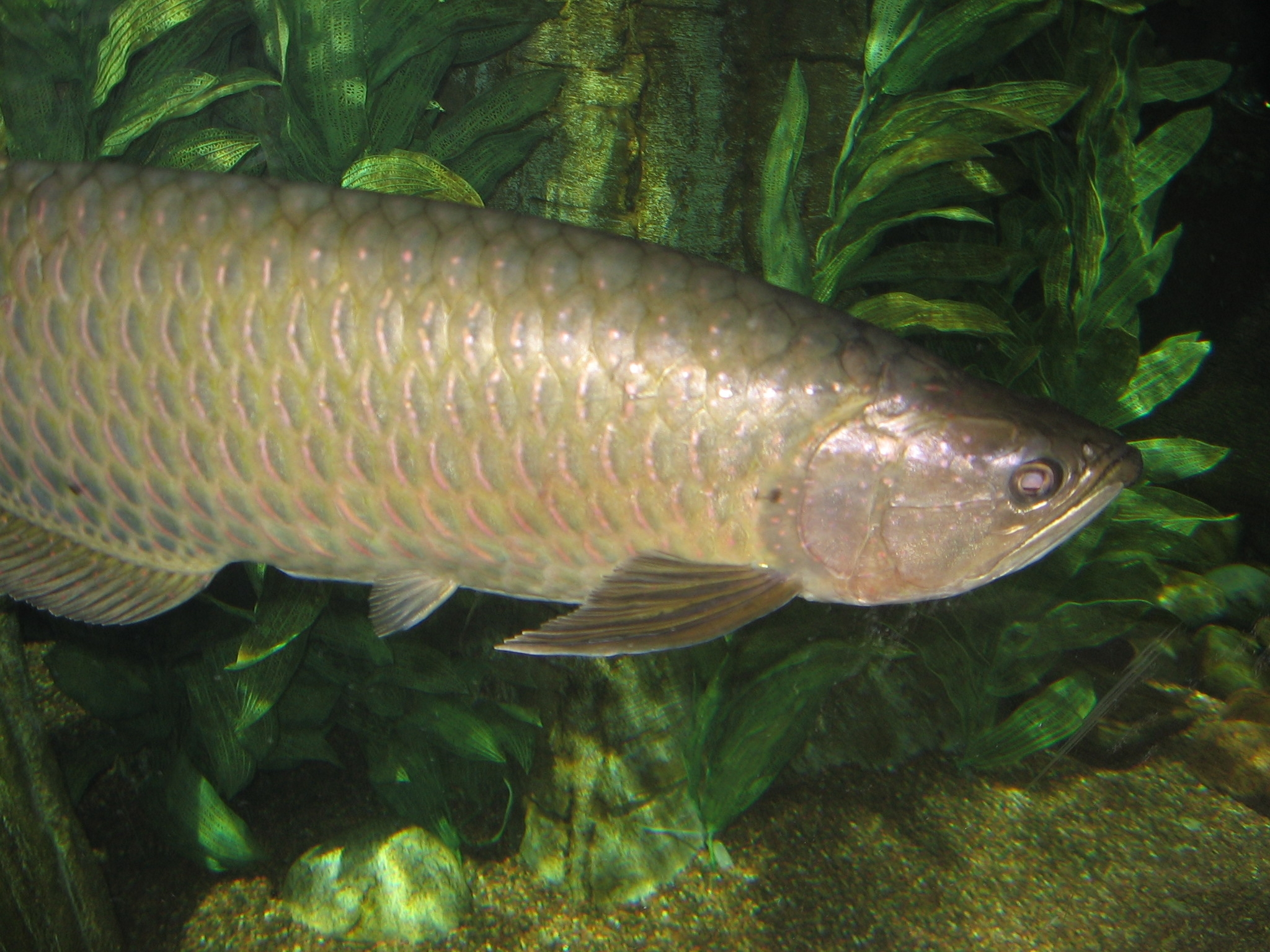
Северный склеропагес
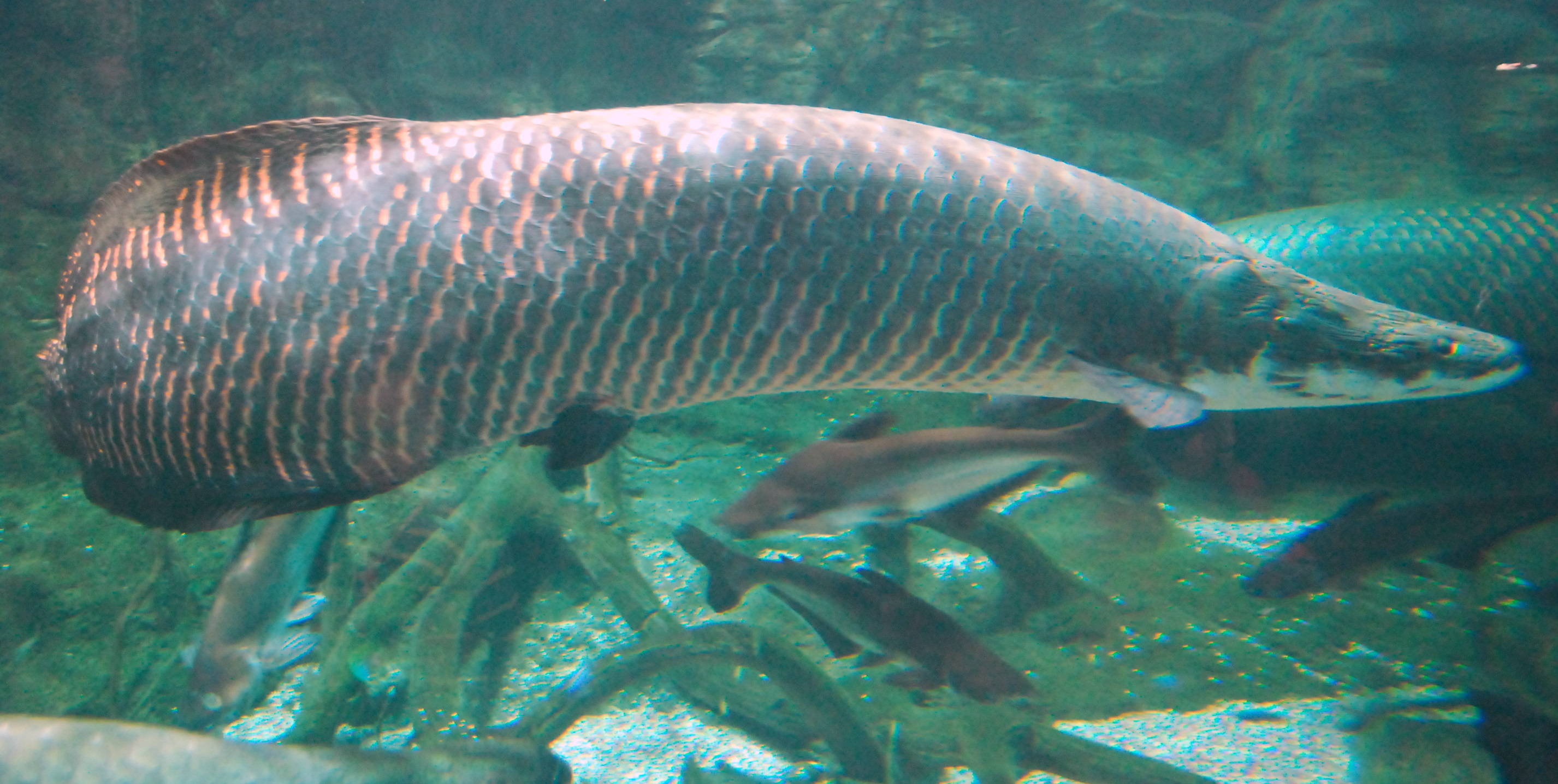
Арапаима
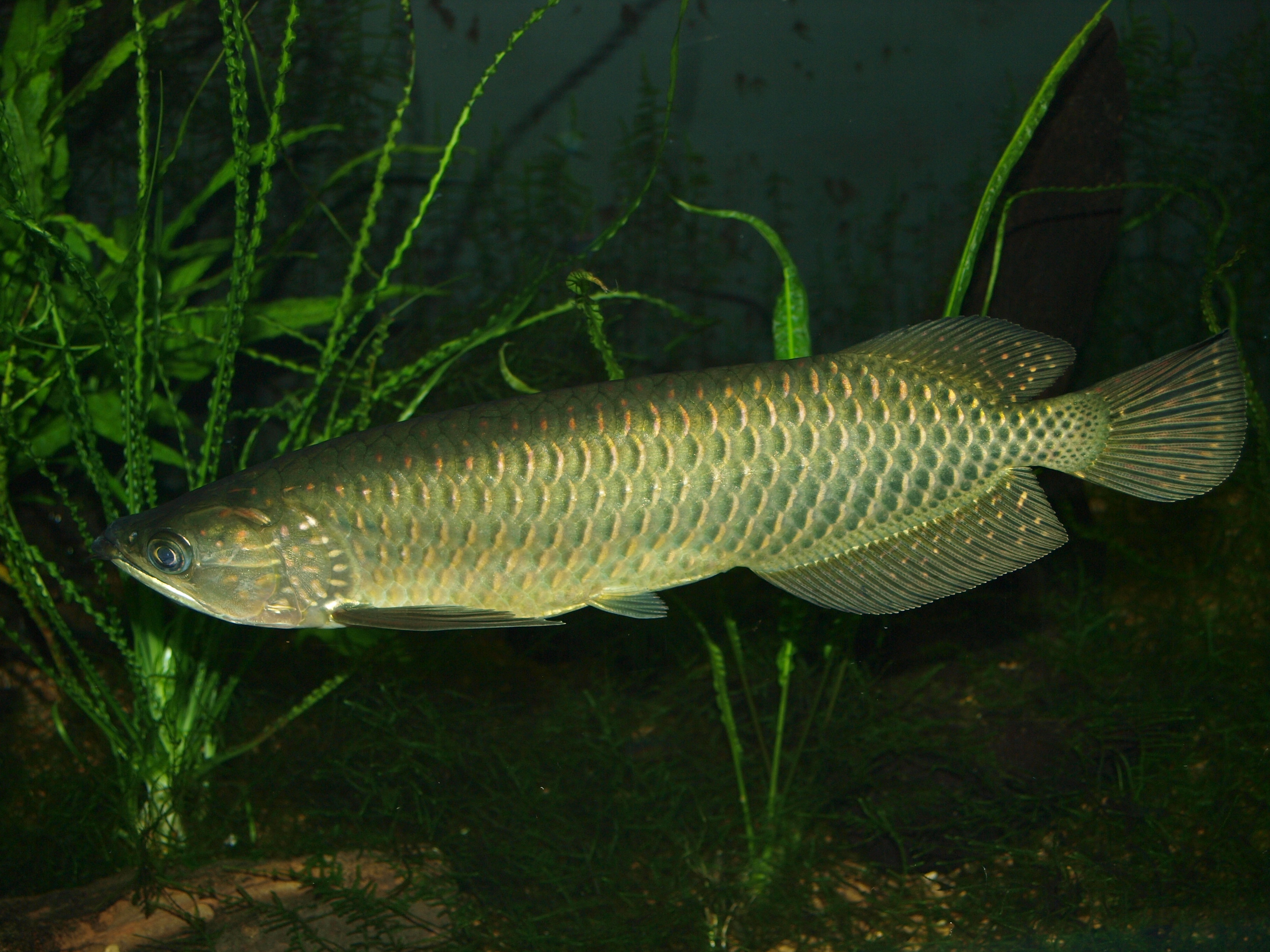
Склеропагес Лейхардта
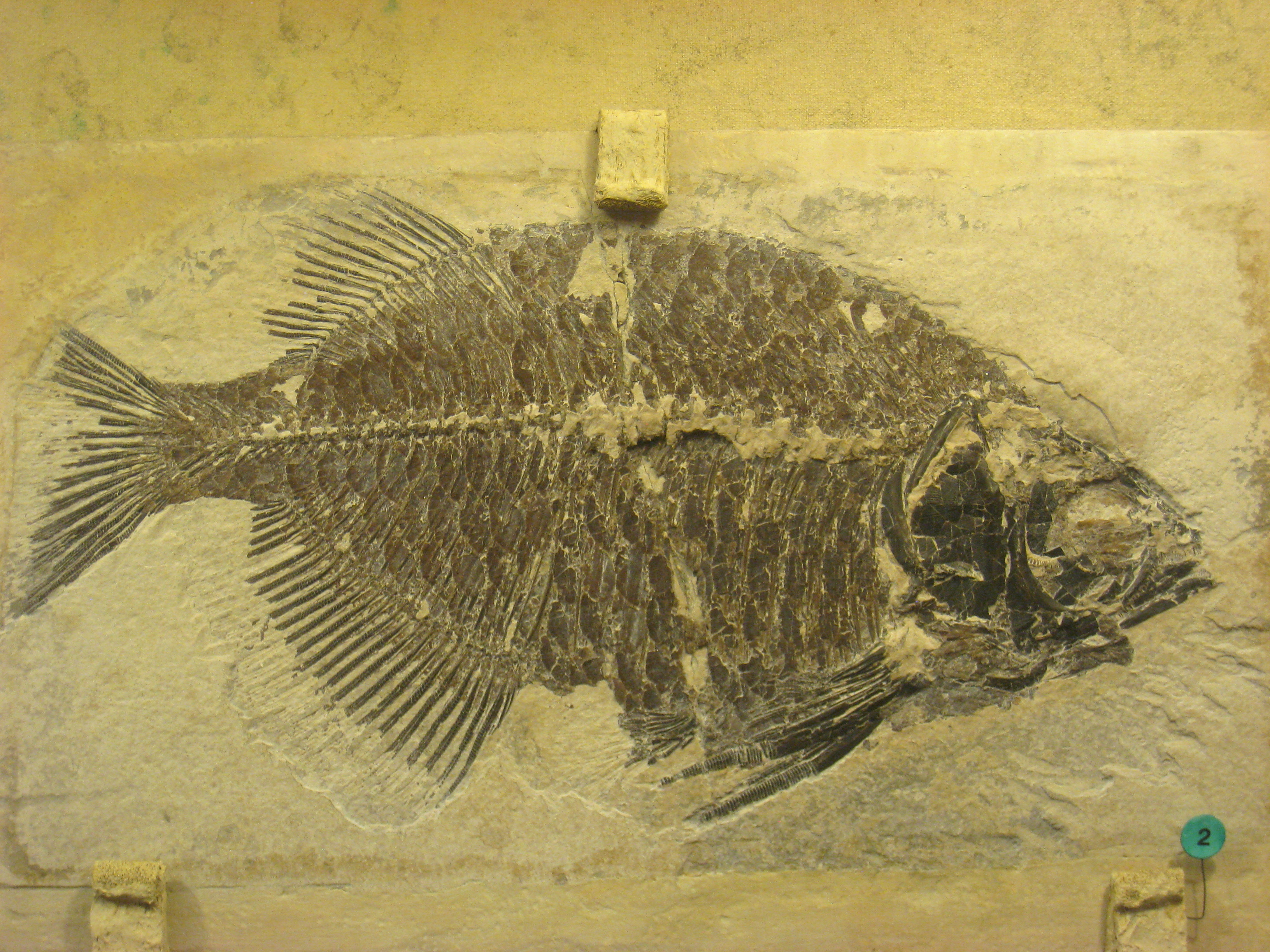
Phareodus testis
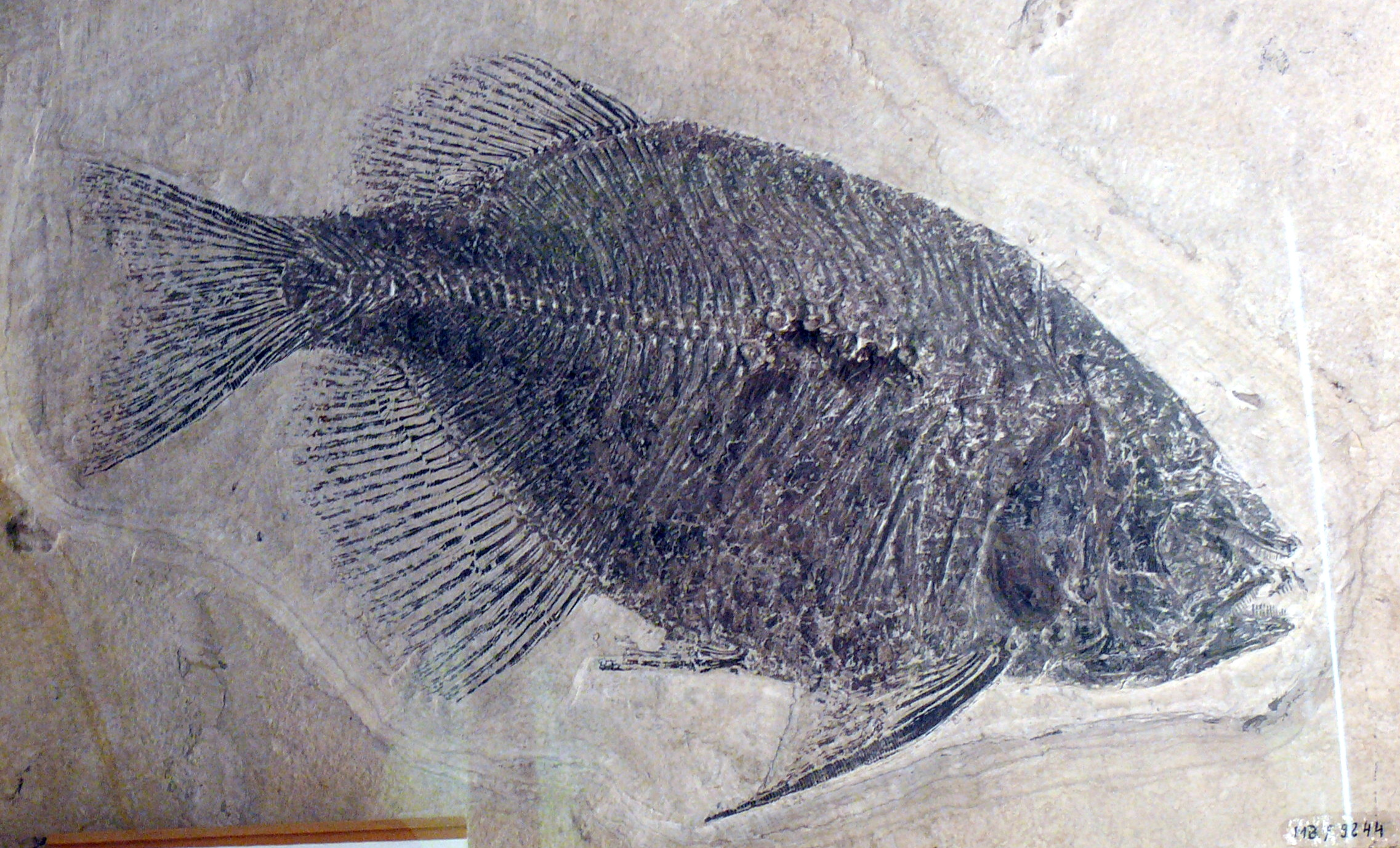
Phareodus testis
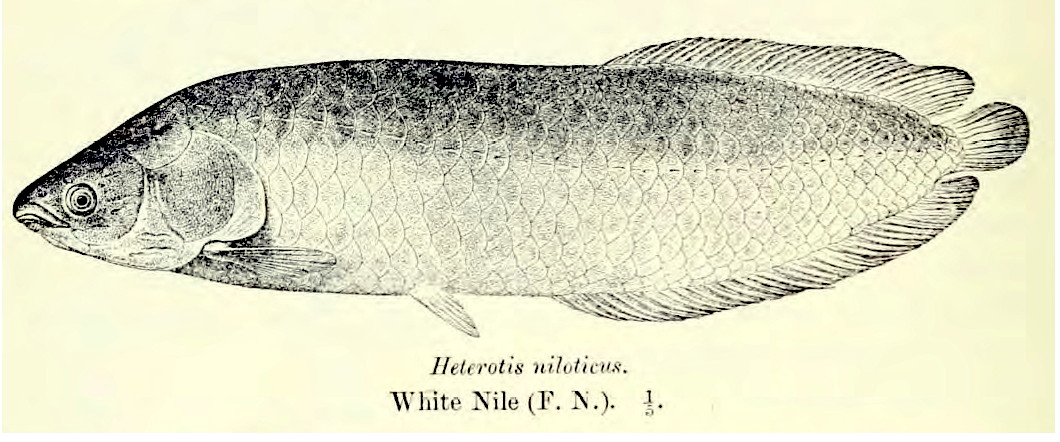
Нильский гетеротис